# James T. Rapier

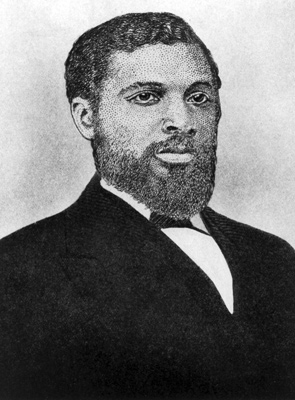
James T. Rapier

James Thomas Rapier (* 13. November 1837 in Florence, Alabama; † 31. Mai 1883 in Montgomery, Alabama) war ein US-amerikanischer Politiker (Republikanische Partei). Er kam als freier Afroamerikaner zur Welt und nicht wie andere jener Zeit in der Sklaverei.

## Werdegang
James Rapier wurde in Alabama von Privatlehrern unterrichtet. Er studierte Jura in Kanada und bekam auch seine Zulassung als Anwalt. Danach war er dort als Lehrer tätig. Rapier kehrte in den Süden zurück und ging einer Anstellung als Berichterstatter für eine Nordstaatenzeitung nach. Nach dem Ende des Bürgerkrieges wurde er 1865 Eigentümer einer Baumwollplantage. Im nachfolgenden Jahr wurde er durch den Gouverneur von Alabama, Robert M. Patton, zum Notar ernannt.
Rapier war ein Mitglied der ersten republikanischen Versammlung, die in Alabama abgehalten wurde, und des Ausschusses, welcher sie gestaltete. Dann nahm er 1867 als Delegierter an der verfassungsgebenden Versammlung von Alabama teil. Er kandidierte 1870 erfolglos um den Posten des geschäftsführenden Beamten (Secretary of State). Im nachfolgenden Jahr wurde er zum Steuereinschätzer ernannt. Dann wurde er 1873 durch Gouverneur David Peter Lewis zum Kommissar für die Weltausstellung in Wien ernannt. Er bekleidete den Posten seitens der Vereinigten Staaten bei der Weltausstellung in Paris. Rapier wurde in den 43. US-Kongress gewählt, wo er vom 4. März 1873 bis zum 3. März 1875 verblieb. Bei seiner Kandidatur für den 44. Kongress erlitt er eine Niederlage. Danach war er vom 8. August 1878 bis zu seinem Tod 1883 in Montgomery als Steuereinnehmer für den zweiten Distrikt von Alabama tätig. Er wurde auf dem Calvary Cemetery in St. Louis (Missouri) beigesetzt.